# Кушлики
Кушлики (бел. Ку́шлікі) — агрогородок в Полоцком районе Витебской области Республики Беларусь. Входит в состав Боровухского сельсовета.

## География
Ближайшие населённые пункты Мётлы, Райково, Якубенки и др.

## История
Во время войны 1654—1667 годов вблизи Кушликов в 1661 году состоялась победная для Речи Посполитой битва с московскими войсками.
К Первому разделу Речи Посполитой принадлежало с 66 подданными Полоцкому иезуитскому монастырю.
В 1924—1954 годах центр Кушликовского сельсовета.
В 2008 году деревня Кушлики преобразована в агрогородок.
До 10 октября 2013 года Кушлики входили в состав Адамовского сельсовета.

## Население

### Численность
- 2009 год — 382 жителей

### Динамика
- 1999 год — 376 жителей (перепись населения)
- 2009 год — 382 жителей (перепись населения)[5]

## Культура
- Дом культуры
- Музей ГУО "Кушликовская базовая школа Полоцкого района"

## Достопримечательность
- Братская могила —  Историко-культурная ценность Республики Беларусь, шифр 213Д000674.
- Памятник землякам, погибшим в Великой Отечественной войне.

## Галерея

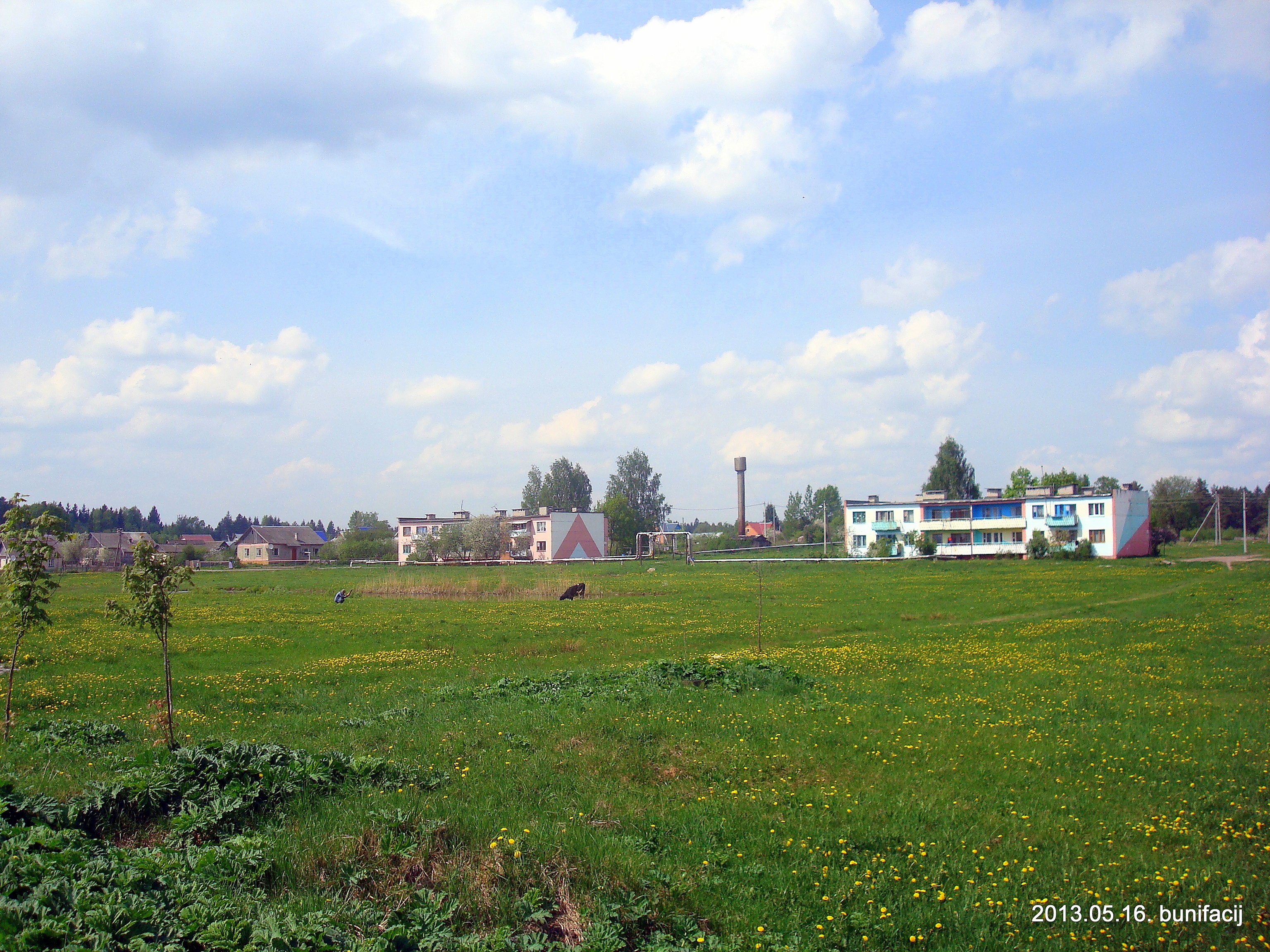
Панорама
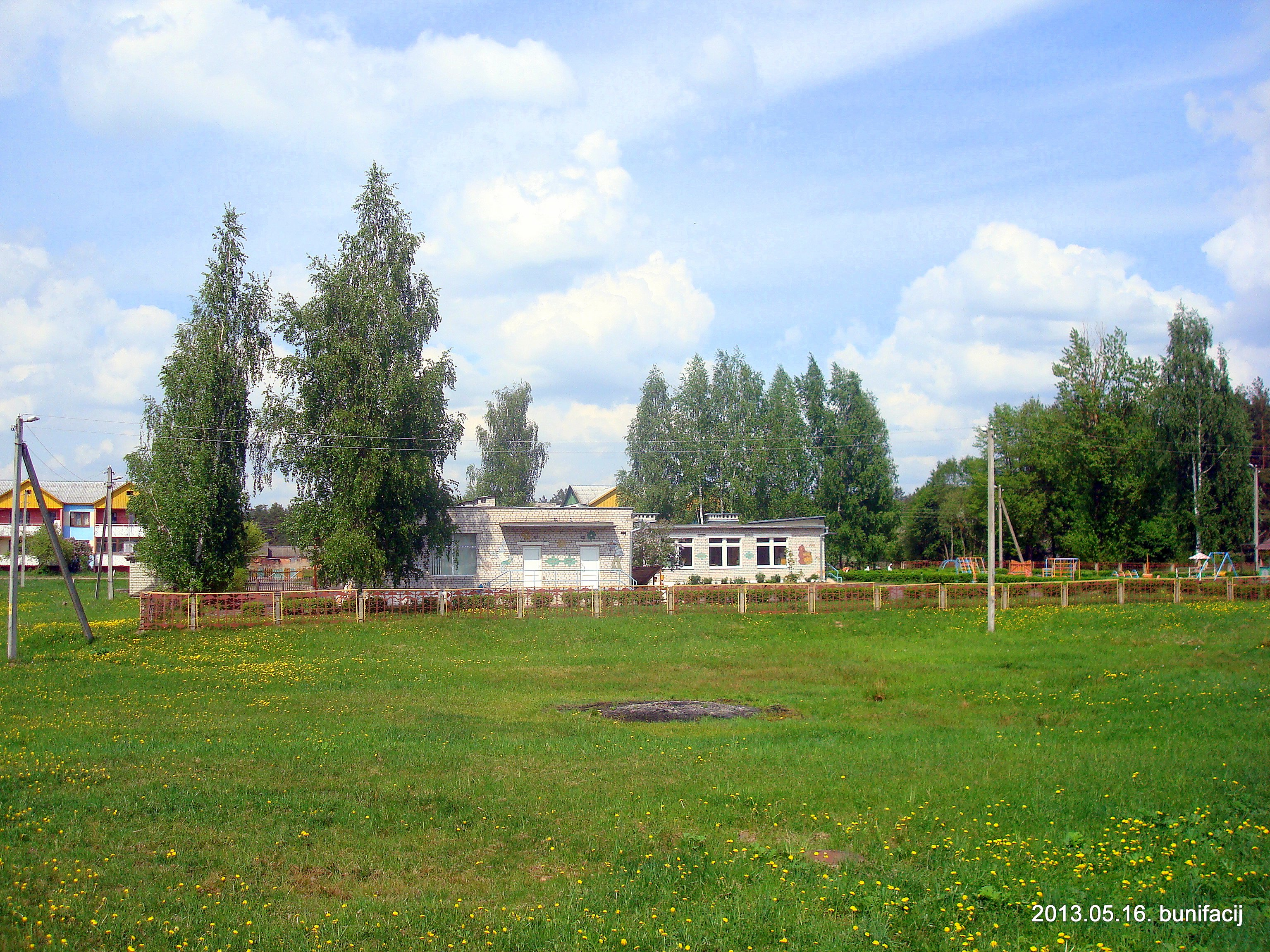
Детский сад
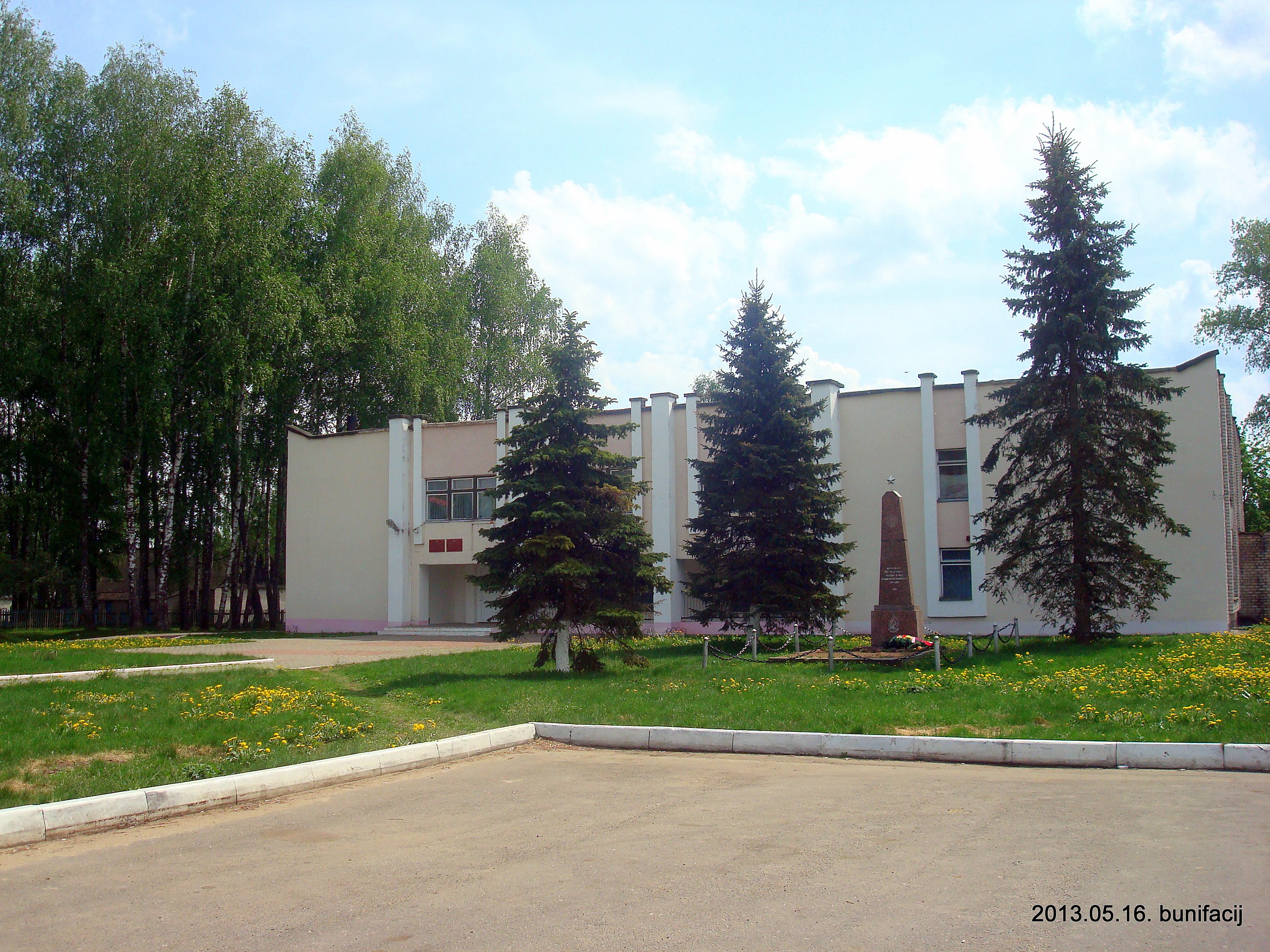
Дом культуры
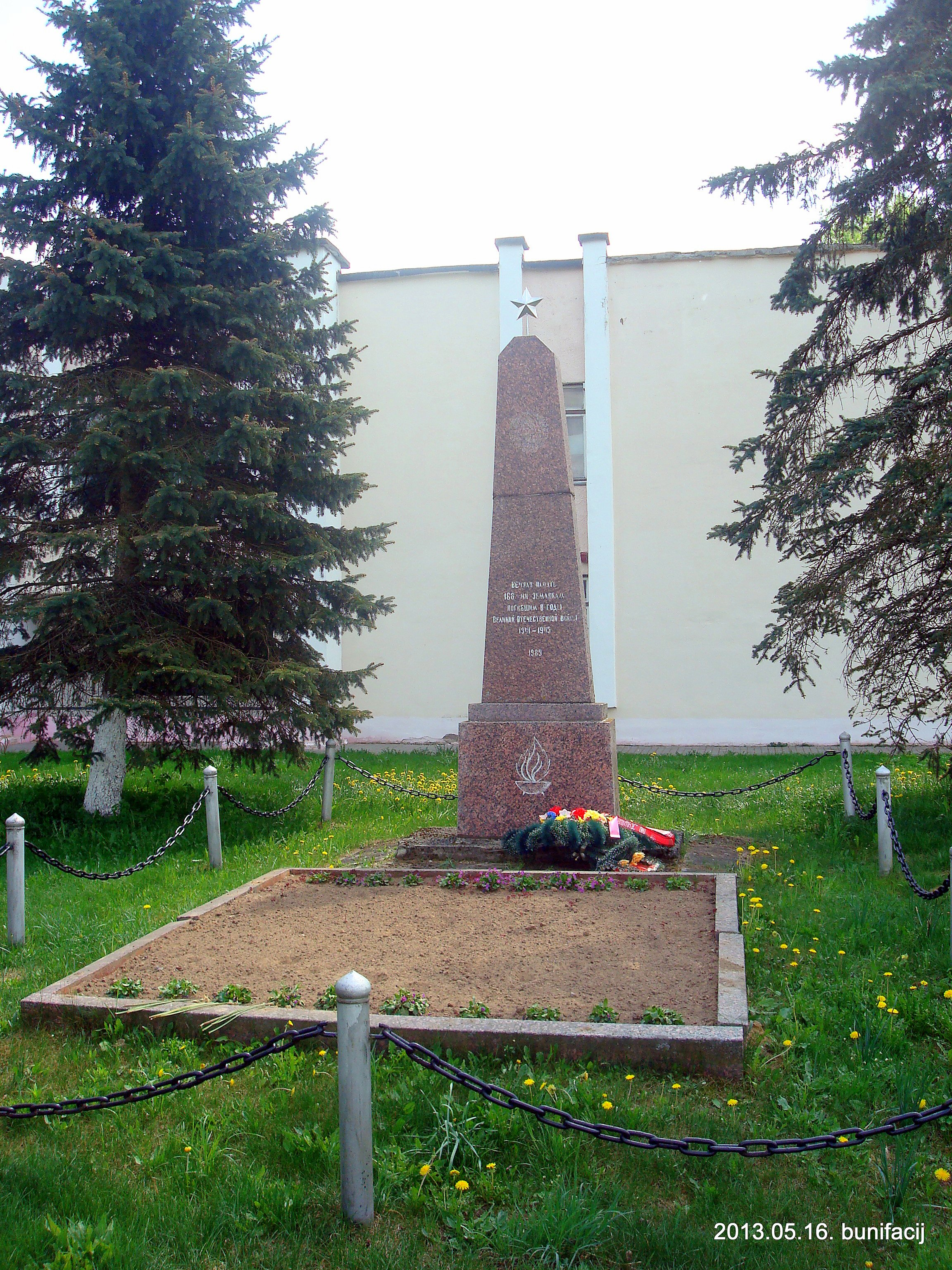
Памятник земляками
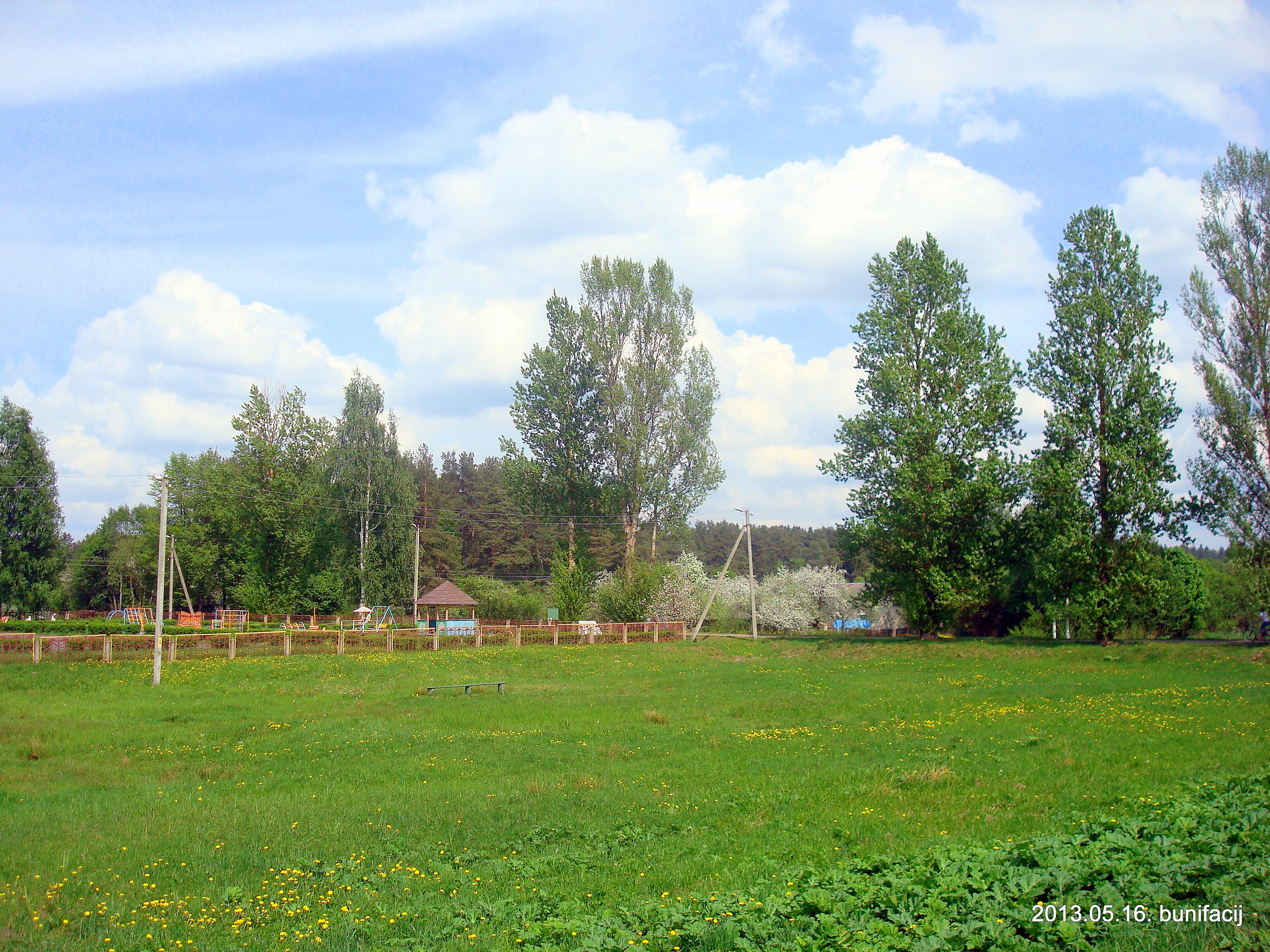
Панорама